# Elizabeta Ugarska
Sveta Elizabeta Ugarska (mađ. Árpád-házi Szent Erzsébet; Bratislava, 7. srpnja 1207. – Marburg, 17. studenoga 1231.), ugarska princeza, katolička svetica i redovnica iz dinastije Arpadovića.

## Životopis
Elizabeta je bila kći hrvatsko-ugarskog kralja Andrije II. (1205. – 1235.) i Gertrude Andechs-Meranske. U četvrtoj godini poslana je u središnju Njemačku na odgoj na dvor tirinškog grofa Hermana I. za čijeg se sina trebala udati kada odraste. Odrastujući, sazrijevala je u kršćanskim vrlinama i pobožnosti.
Godine 1221., u dobi od trinaest godina, udala se za tirinškog grofa Ludovika IV., koji je također bio veoma pobožan. Usprkos svom visokom položaju na dvoru, počela je voditi jednostavan život i predala se humanitarnom radu, hraneći prosjake i brinući se za slabe i nemoćne. Time je izazvala kritke rodbine, ali ne i supruga koji ju je podržavao u njenoj predanosti prema Bogu i milosrđu. Sa suprugom je imala troje djece: sina Hermana II., budućeg baštinika grofovije te dvije kćeri, Sofiju i Gertrudu. Kada je njen suprug umro u Otrantu na putu u Šesti križarski rat (1227.), Elizabeta se silno ražalostila te se pobrinula za djecu, napustila dvor, odrekla svega bogatstva i zavjetovala se, postavši redovnicom Trećega franjevačkog reda te se predala životu u siromaštvu, pobožnosti i brizi za druge. Dala je sagraditi bolnicu, kraj dvorca Wartburga, da se osobno brine za bolesnike. Za velike gladi u Njemačkoj, pomagala je siromasima. 

## Štovanje
Papa Grgur IX. (1227. – 1241.) proglasio ju je sveticom 27. svibnja 1235. u gradu Perugi u Italiji. Spomendan joj je 17. studenoga. 
Godine 2007. slavila se širom Europe 800. godišnjica njenog rođenja. Smatra se zaštitnicom pekara, prosjaka, siromaha, humanitarnih djelatnika, bolnica, udovica, ljudi u progonstvu i mladih supruga. Njeni simboli su ruže, kruh i milosrđe.
Njoj se pripisuje vodica mađarske kraljice.
Posebno je časte franjevci. Po njoj se zove selo Jalžabet (kajkavska inačica imena) kraj Varaždina, gdje se nalazi i crkva posvećena njoj. Također, njoj je posvećena kapela u mjestu Čepelovac pokraj Đurđevca u Podravini. 

## Vanjske poveznice

### Sestrinski projekti
|  | Zajednički poslužitelj ima još gradiva o temi Elizabeta Ugarska |

### Mrežna sjedišta
- Elizabeta Thürinška, sv., Hrvatska opća enciklopedija
- Devetnica sv. Elizabeti Ugarskoj
- Molitve sv. Elizabeti Ugarskoj
- St. Elizabeth of Hungary - Catholic Online (engl.)
- Elizabeta Ugarska - svetica siromaha